# NGC 590
NGC 590 é uma galáxia espiral barrada (SB0-a) localizada na direcção da constelação de Andromeda. Possui uma declinação de +44° 55' 45" e uma ascensão recta de 1 horas, 33 minutos e 40,7 segundos.
A galáxia NGC 590 foi descoberta em 22 de Setembro de 1865 por Heinrich Louis d'Arrest.